# Micromus fuscatus
Micromus fuscatus är en insektsart som först beskrevs av Nakahara 1965.  Micromus fuscatus ingår i släktet Micromus och familjen florsländor. Inga underarter finns listade i Catalogue of Life.